# Little Boots
Victoria Christina Hesketh, född 4 maj 1984 i Blackpool, även känd under sitt artistnamn Little Boots, är en engelsk electropopsångerska och låtskrivare. Artistnamet fick hon av en kompis som syftade på hennes små fötter. Hon spelar flera olika instrument.
Före sin solokarriär ingick Hesketh i bandet Dead Disco. Hennes debutalbum Hands gavs ut 2009.